# Кончерто ґроссо
Кончерто ґроссо (concerto grosso дослівно з італійської — великий концерт, у множині — concerti grossi) — музичний жанр, що виник у барокову епоху, різновид інструментального концерту, в якому музичний матеріал розподілено між невеликою групою солістів (concertino) і повним оркестром (ripieno).
Жанр розвивався в кінці XVII століття. Витоками жанру вважаються багатохорний вокально-інструментальний концерт XVI століття та рання тріо-соната. Первісно існувало два різновиди жанру — concerto da chiesa (церковний концерт) і concerto da camera (камерний концерт). Concerto da chiesa складається з повільних і швидких поліфонічних частинах; concerto da camera має структуру, подібну до сюїти: починається з прелюдії і включає традиційні танцювальні жанри. Згодом цей розподіл нівелювався.
Серед перших творців — Алессандро Страделла, Джузеппе Тореллі, класичні зразки жанру у творчості Арканджело Кореллі, Антоніо Вівальді, Ґеорґа Фрідріха Генделя. Традицій concerto grosso також дотримується Йоганн Себастьян Бах у шести Бранденбурзьких концертах.
До кінця XVIII століття жанр concerto grosso був витіснений інструментальним концертом (для інструмента solo з оркестром) і симфонією. У XX столітті жанр був відроджений такими композиторами як Богуслав Мартіну, Альфред Шнітке, Кшиштоф Пендерецький та Філіп Ґлас, в українській музиці до нього зверталися В. Губаренко, З. Алмаші, своєрідним продовженням традицій жанру став «Concerto ma non grosso» О. Маринченка.